# Тесцов Віктор Ігорович
Ві́ктор І́горович Тесцо́в — український пауерліфтер, заслужений майстер спорту України.
Займатися спортом почав із тхеквондо з першого класу, з 15 років почав ходити до тренажерної зали. На першому виступі 2006 року показав результат 680 кг, 2012-го це вже було 1152,5 кг. Тренується в криворізькому спортклубі «Богатир».

## Спортивні досягнення
- на чемпіонаті України-2006 встановив рекорди у всіх рухах та сумі,
- на чемпіонаті світу-2009 року серед дорослих здобув срібну нагороду,
- на чемпіонаті світу 2011 року в чеському місті Пльзень вижав 350 кг, встановивши новий світовий рекорд у відкритій віковій групі, сума 1130 кг (425+350+355) стала новим світовим рекордом серед юніорів,
- 2012 року на чемпіонаті світу в Агуадільї став чемпіоном, встановивши новий рекорд у триборстві — 1147,5 кг.